# Basistemon spinosus
Basistemon spinosus là một loài thực vật có hoa trong họ Mã đề. Loài này được (Chodat) Moldenke mô tả khoa học đầu tiên năm 1936.